# Patriarchenpalast Belgrad

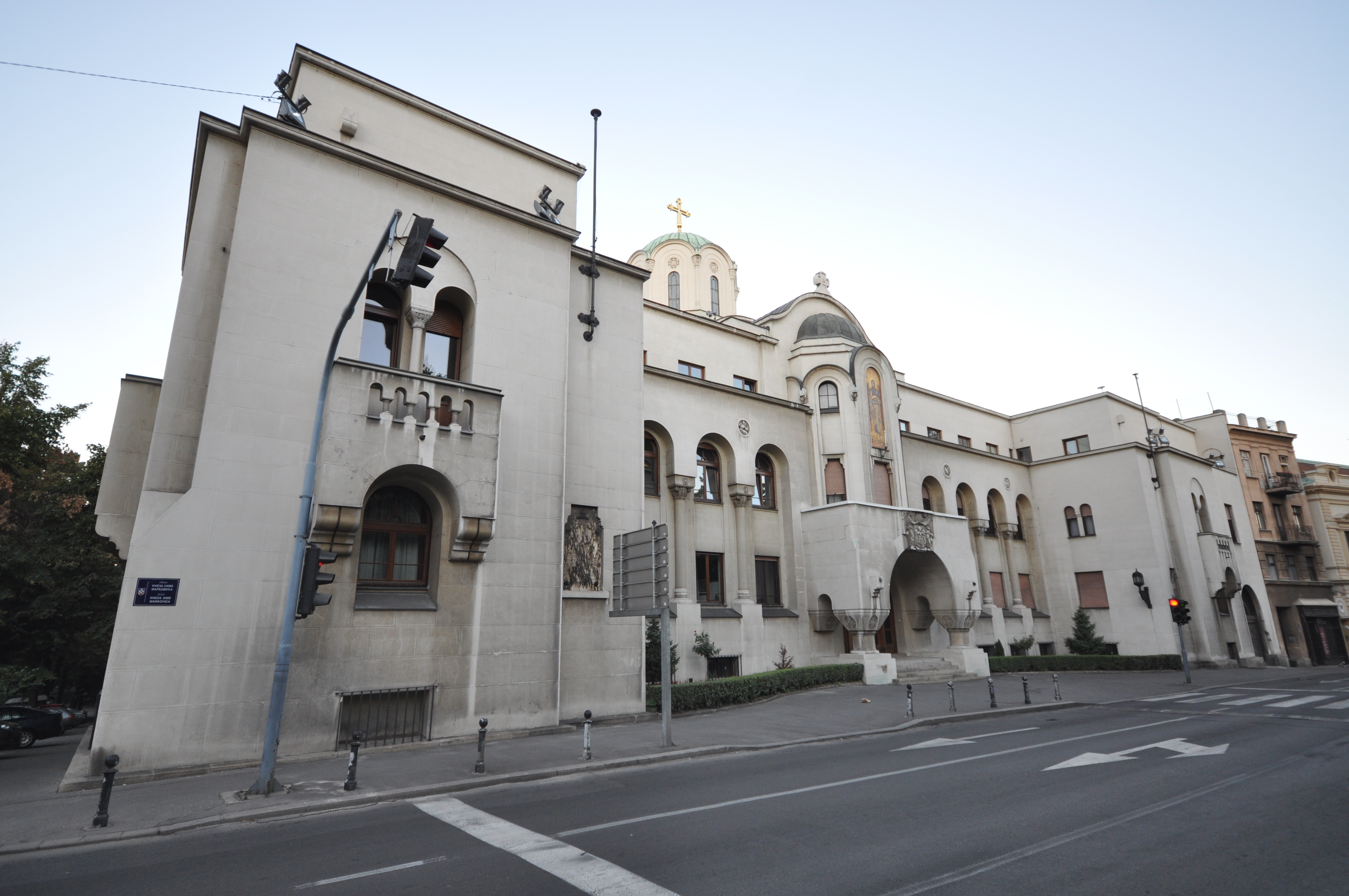
Patriarchenpalast Belgrad

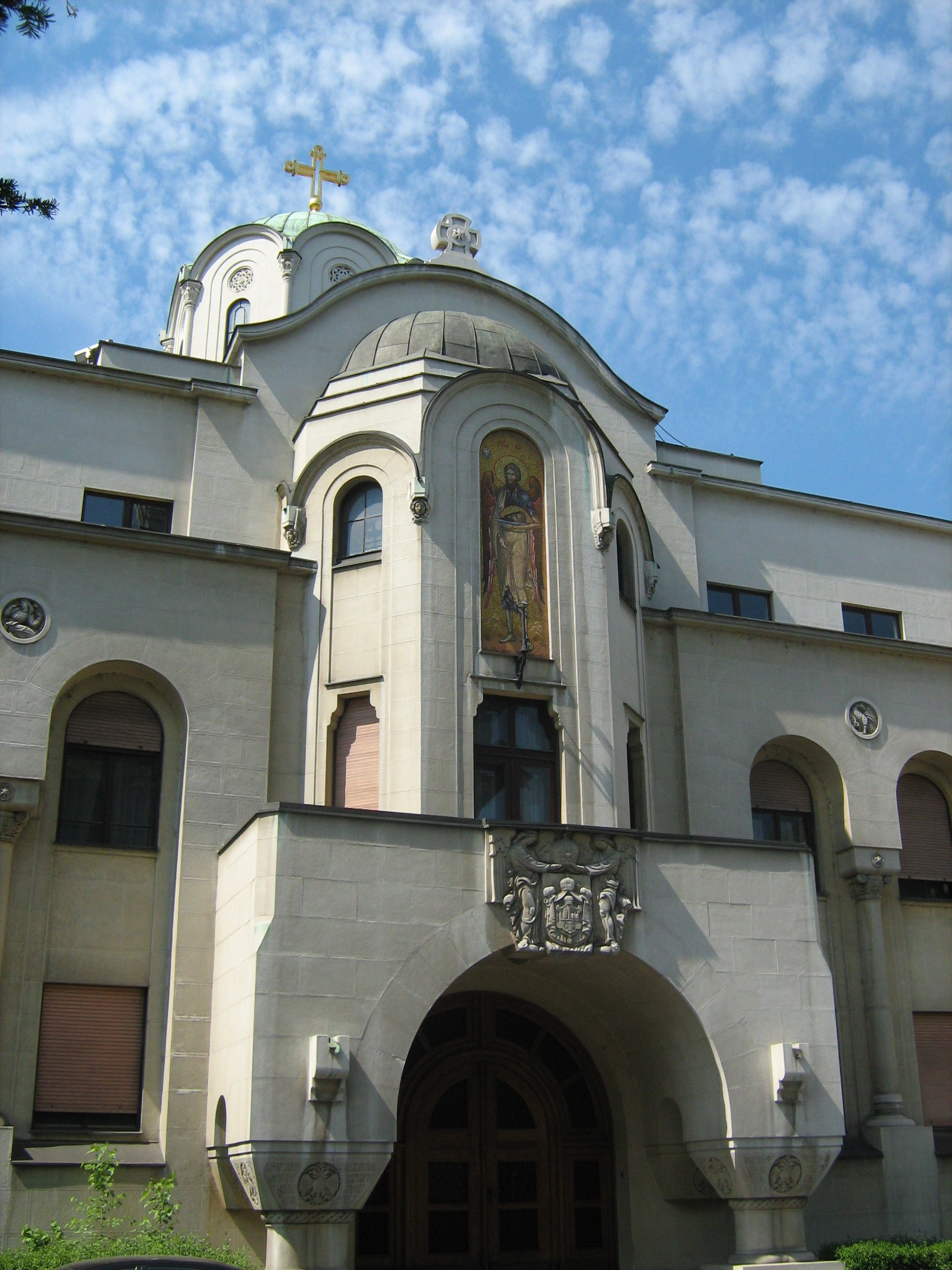
Frontansicht

Der Patriarchenpalast ist ein Gebäude in der serbischen Hauptstadt Belgrad.

## Geschichte
Der erstmals 1578 schriftlich erwähnte Palast liegt auf dem Gebiet des einstigen Stadttors Varoš kapija bzw. des Stadtteils Kosančićev venac. In diesem Teil Belgrads, der sich auf dem Gebiet des Gefälles zur Save erstreckt, bildete sich bereits seit der türkischen Eroberung 1521 eine serbische Siedlung mit der alten Kirche des Hl. Erzengels Michael (sie befand sich an der Stelle der heutigen Kathedrale). Sie wurde erstmals 1578 von dem deutschen protestantischen Reisenden Gerlach beschrieben.
Nach dem Reformedikt Hatt-ı Şerif aus dem Jahr 1830 wurde der Stadtteil Regierungssitz und Zentrum des kulturellen und religiösen Lebens des Fürstentums Serbien. Neben der Kathedrale entstanden bedeutende Gebäude wie die Residenz der Fürstin Ljubica, die Metropolie von Belgrad und Karlovci, die Staatsdruckerei, die Fürstenkanzlei, das Magistratsgebäude oder die Nationalbibliothek. Auch ein Teil der ursprünglichen städtischen Struktur von Kosančićev venac hat sich erhalten.
Der Patriarchenpalast wurde als Zentrum der Kirchenbehörden der Serbisch-orthodoxen Kirche an Stelle des alten Gebäudes der einstigen Metropolie von Belgrad und Karlovci errichtet. Es stammt aus der Mitte des 19. Jahrhunderts, der Bauzeit der Kathedrale.
Der Staat Serbien hatte den Platz, auf dem sich das Gebäude befand, bereits 1818 gekauft, auf ihm befand sich neben dem Gebäude der Metropolie auch die Residenz des Fürsten Miloš. Das Objekt der Metropolie selbst wurde als einstöckiges, einfaches Gebäude mit zurückhaltender architektonischer Plastik ausgeführt. Patriarch Varnava ließ vor seinem Abriss von Kosta Hakman ein Bild anfertigen. Dieser fertigte zudem das Bild eines kleineren Gebäudes im Hof der Metropolie, in dem angeblich der Kopf des vožd Karađorđević ruhte, bis er nach Konstantinopel überführt wurde. Beide Bilder wurden dem Patriarchenmuseum in Sremski Karlovci übergeben.
Die alte Metropolie war während der 1920er Jahre baufällig geworden, so dass man sie abreißen und an ihrer Stelle ein neues Gebäude errichten ließ. 1930 startete eine Initiative zur Errichtung des repräsentativen Patriarchenpalastes in Savinac. Angesichts des schleppenden Baus des Doms des Hl. Sava im Stadtteil Vračar, der den Bau anderer kirchlicher Objekte auf dem zukünftigen Platz Svetosavski trg verzögerte, beschloss man, nach dem Projekt des Architekten Viktor Lukomski am Ort der alten Metropolie den Bau eines neuen Gebäudes als Sitz der Serbisch-orthodoxen Kirche. Der Architekt russischer Abstammung entwarf das Projekt 1932, es wurde von 1932 bis 1935 erbaut.

## Architektur
Infolge des Bodengefälles zur Terrasse der Save hat das Gebäude eine ungleiche Anzahl an Stockwerken an den Längsseiten. Im Unter- und Erdgeschoss befinden sich die Einrichtungen der serbisch-orthodoxen Kirche, Büros, Archive und das geistliche Gericht. Das erste Obergeschoss ist vollständig für den Patriarchen reserviert und umfasst ein Apartment, ein Kabinett, eine Kapelle, eine Bibliothek, ein Esszimmer, ein Empfangszimmer und ein Apartment für hohe Gäste. Im zweiten Obergeschoss sind die Arbeitsräume – Sitzungssäle und der Saal für die Versammlung der Erzpriester, des Synods und des Patriarchenrats. An den östlichen Block ist ein Nebengebäude mit Apartments für kirchliche Würdenträger angeschlossen. Im Innenhof befindet sich die Hl. Simeon des Myronspendenen gewidmete Kapelle mit monumentaler Kuppel. Neben dem Sitz der serbisch-orthodoxen Kirche umfasst das Patriarchengebäude das Museum der serbisch-orthodoxen Kirche und die Patriarchen-Bibliothek.
Um die konservativen Auftraggeber zufriedenzustellen, wurde der Bau als freie Neuinterpretation der byzantinischen Architektur konzipiert. Der nationale Stil zeigt sich vor allem in der Pyramidenstruktur der stufig überlagerten Massen, den Arkadennischen, Bögen, Konsolen und Details der plastischen und gemalten Dekoration. Der Geist des Akademismus ist aber in der Gliederung der Grundfläche selbst und der Lösung der Raumverteilung, in den dreigeteilten horizontalen Fassadenbereiche, den gleichmäßigen Fensteröffnungen, der Betonung der Teilungskränze und der strengen Verwendung von zweitrangigen Plastiken sichtbar. Der Einfluss der damals dominanten modernen Anschauungen lässt sich in den einfachen neutralen Wandoberflächen und den charakteristischen rechteckigen Fenstern des höchsten Stockwerks der Seitentrakte erkennen. Der Innenraum ist repräsentativ gestaltet, aber mit einer gewissen Strenge, entsprechend seiner Funktion.
Hinsichtlich der Fassadengestaltung hebt sich der massive und festlich verarbeitete Eingang zur Kathedrale hin hervor. Dieser Eingang wird charakterisiert durch Monumentalität, die durch bezeichnende, deformierte kurze Säulen betont wird und durch Motive der Kirchenarchitektur russischer Einwanderer. Die Fassade ist mit einem Reliefwappen und Mosaik ausgestattet. Über dem halbrunden Eingang brachte der Bildhauer Vladimir Zagorodnjuk das Reliefwappen des Patriarchats an, das zwei Engel mit einer Bischofsmütze umsäumen. Über dem Eingang befindet sich ein Mosaik des Johannes des Vorläufers nach dem Entwurf des Malers Vladimir Predojević.

## Nutzung
Die Sammlung des Museums der serbisch-orthodoxen Kirche innerhalb des Patriarchenpalasts vereint die gesamte Entwicklung der serbisch-orthodoxen Kirche, ohne irgendeine Eparchie, Persönlichkeit oder Epoche herauszuheben. Obwohl dem Patriarchen Varnava und dem Professor Radoslav Grujić der größte Verdienst für die Eröffnung des Museums zusteht, wurde es erst zur Zeit des Patriarchen Vikentije 1954 eröffnet. Die Exponate stammen aus verschiedenen Quellen und der größte Teil besteht aus Gegenständen aus den Klöstern der Fruška Gora und den Klöstern des östlichen Srem, die aus Zagreb zurückgeschickt wurden, wo sie sich während der Besatzung im Zweiten Weltkrieg befanden. Das übrige Inventar besteht aus Gegenständen, die die Professoren Radoslav Grujić und Lazar Marković für die Zwecke des Museums gesammelt haben. Im Rahmen der Sammlung des Museums befinden sich Kirchenmalerei, Porträts kirchlicher Würdenträger, alte serbische Gravuren, handschriftliche und gedruckte Serbulien, alle Arten an liturgischen Gewändern, sakrale Gegenstände, Votivgaben, kirchliche Stickerei, Stempel, historische Dokumente u. a.
Das Patriarchengebäude in der Straße Kneza Sime Markovića 6 in Belgrad wurde 1984 zum Kulturgut erklärt.